# モレク神
『モレク神』（Молох）は、アレクサンドル・ソクーロフ監督による1999年の映画である。アドルフ・ヒトラーを題材としたドラマであり、ソクーロフによる『権力者』4部作の1作目である。

## ストーリー
1942年春。愛人のエヴァ・ブラウンが居るベルヒテスガーデンの別荘に戻り、彼女と二人きりになり心の内をさらけ出すアドルフ・ヒトラーを描く。

## キャスト
- エレーナ・ルファーノヴァ - エヴァ・ブラウン
- レオニード・モズゴヴォイ - アドルフ・ヒトラー
- レオニード・ソーコル - ヨーゼフ・ゲッベルス
- エレーナ・スピリドーノヴァ - マクダ・ゲッベルス
- ウラジミール・バグダーノフ - マルティン・ボルマン

## 受賞とノミネート
| 映画祭・賞       | 部門           | 候補                                              | 結果       |
| ---------------- | -------------- | ------------------------------------------------- | ---------- |
| カンヌ国際映画祭 | パルム・ドール | アレクサンドル・ソクーロフ                        | ノミネート |
| カンヌ国際映画祭 | 脚本賞         | ユーリー・アラボフ                                | 受賞       |
| ヨーロッパ映画賞 | 作品賞         |                                                   | ノミネート |
| ヨーロッパ映画賞 | 撮影賞         | アレクセイ・フョードロフ アナトリー・ロジオーノフ | ノミネート |